# Implementação de políticas públicas

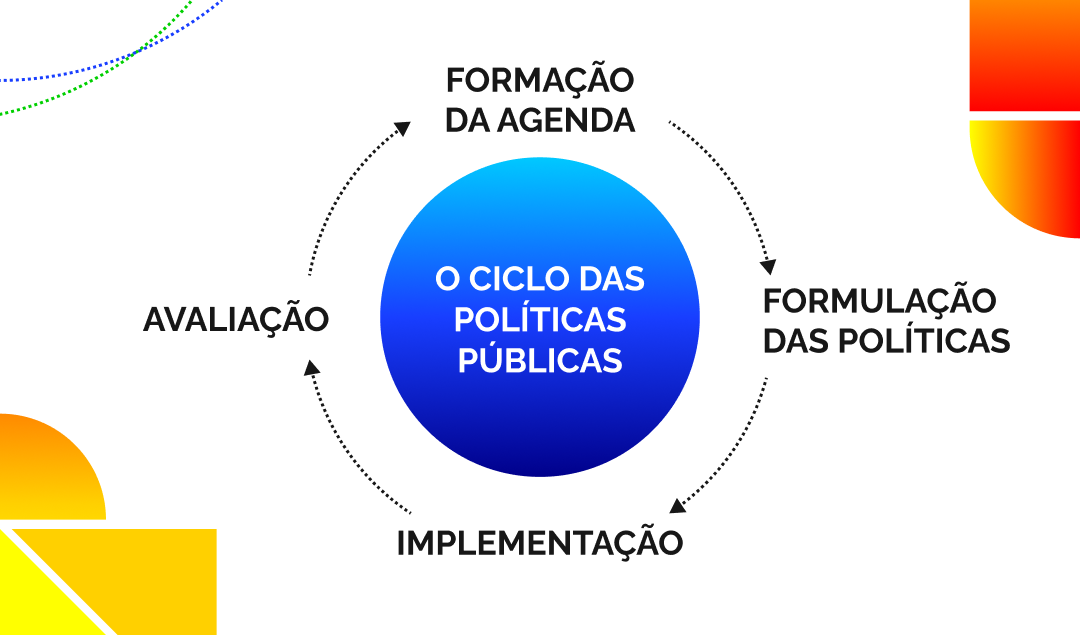
O ciclo das políticas públicas, sob a perspectiva de quatro etapas

A implementação de políticas públicas é uma etapa do chamado ciclo de políticas públicas. Ela sucede as etapas de elaboração e execução de um programa governamental. O estudo dessa etapa é de muito interesse pois, ao serem aplicadas, as políticas públicas causam não apenas os efeitos pretendidos, mas também efeitos inesperados. Nesse contexto, ela pode, por exemplo, tanto mitigar quanto reproduzir desigualdades. Assim, é essencial avaliar como a implementação afeta diferentes grupos e se, de fato, serviços, programas e ações estão obtendo os efeitos desejados. 

## Estudos sobre implementação
A partir dos anos de 1970, diante do acúmulo de estudos sobre a etapa de avaliação de políticas públicas, as análises sobre implementação passaram a questionar a tendência então vigente, procurando entender propriamente o processo de execução como etapa decisiva na apreciação das políticas públicas. As abordagens teóricas sobre o tema passaram por diferentes fases, refletindo mudanças na compreensão sobre o papel dos burocratas e das instituições. Inicialmente, predominava o modelo top-down, que enfatizava a conformidade entre a formulação e a execução da política. Essa abordagem partia da premissa de que diretrizes deveriam ser seguidas conforme planejado, minimizando a interferência dos burocratas de nível de rua (BNRs). Esse modelo, de forte influência racionalista, separava a política da técnica e organizava a implementação em etapas sequenciais. As críticas à abordagem top-downdestacavam sua normatividade, a natureza ambígua das políticas públicas e a interdependência entre formulação e implementação. Para minimizar falhas nesse processo, estudos dessa abordagem recomendavam:
- Evitar ambiguidade nas políticas, garantindo objetivos claros e bem definidos;
- Desenhar estruturas de implementação simples, reduzindo a complexidade da rede de atores envolvidos;
- Controlar os implementadores, estabelecendo mecanismos de monitoramento e fiscalização;
- Minimizar interferências externas no processo político, reduzindo a influência de fatores políticos e sociais na execução.

A partir da década seguinte, surgiu a abordagem bottom-up, que enfatiza a necessidade de adaptação local na aplicação das políticas. Nesse modelo, os burocratas de nível de rua desempenham um papel ativo como tomadores de decisão, ajustando discricionariamente as políticas às realidades locais e lidando com restrições como limitações orçamentárias e situações imprevistas. Aqui, enfatiza-se a implementação como um processo contínuo, menos etapista e mais dinâmico, no qual políticas públicas são moldadas pelas interações entre os diversos atores. Essa abordagem se concentra em entender como as políticas públicas acontecem na prática, em contraste com o modelo top-down, que foca no controle do processo.
A partir dos anos 1990, surgiram modelos integradores dessas abordagens, e a literatura contemporânea diluiu a separação rígida entre formulação e implementação,bem como a fronteira entre administração e política. A atual geração de estudos sobre implementação baseia-se em quatro premissas centrais: 
1. Processo contínuo e interativo: formulação e implementação não são etapas separadas, mas partes de um processo decisório que envolve múltiplos atores e instituições[1]. Aqui, há decisões tomadas dentro de diferentes estágios organizacionais (multi-layering) e em diversas esferas governamentais e institucionais (multi-level)[14].
2. Complexidade da cadeia de decisões: a implementação envolve diversos níveis hierárquicos, agentes e organizações estatais e não estatais, além dos instrumentos utilizados na execução das políticas[1].
3. Implementação enquanto processo interativo: a implementação implica a coordenação entre diversos atores e organizações para que a política seja efetivamente concretizada[1].
4. Influência de múltiplos fatores: elementos estruturais (como o formato do Estado e os valores nacionais) e aspectos organizacionais e interpessoais moldam a atuação dos implementadores[1].

## Estudos no contexto brasileiro
No Brasil, os estudos sobre implementação de políticas públicas se desenvolveram em larga medida sob a perspectiva bottom-up, com foco na atuação dos burocratas de nível de rua. A Constituição Federal de 1988 desempenhou um papel fundamental nesse processo, pois, ao promover a universalização de políticas públicas e ampliar direitos sociais, criou um ambiente propício para a ação estatal e para o avanço da literatura nacional sobre o tema. 
Os estudos brasileiros enfatizam a interação entre burocratas de nível de rua e cidadãos, destacando o impacto dessas relações na percepção e no exercício da cidadania. Esse recorte se justifica pelo contexto pós-Constituinte, no qual o fortalecimento da participação social e a ampliação do acesso a direitos passaram a exigir maior atenção à implementação das políticas e à atuação dos agentes públicos na ponta do sistema.